# 20000 Varuna
20000 Varuna (privremena oznaka 2000 WR106), trans-neptunski objekt u Kuiperovom pojasu, vjerojatno patuljasti planet. Otkrio ga je Robert McMillan kroz projekt Spacewatch, 28. studenog 2000. Analiziranje starih podataka otkrilo je da je objekt nesvjesno promatran još 1955. iz zvjezdarnice Palomar.
Zove se po hinduskom božanstvu Varuni.